# کنستانتین کاناریس
کنستانتین کاناریس (یونانی: Κωνσταντίνος Κανάρης؛ ۱۷۹۳ یا ۱۷۹۵ – ۲ سپتامبر ۱۸۷۷) یک سیاست‌مدار و نظامی اهل یونان بود.